# Молодіжна збірна Мальти з футболу
Молодіжна збірна Мальти з футболу (мальт. Tim nazzjonali tal-futbol ta' Malta ta' taħt il-21 sena) — національна футбольна команда Мальти гравців віком до 21 року, якою керує Футбольна асоціація Мальти і представляє країну на міжнародному рівні.
Молодіжна збірна цієї країни жодного разу не потрапляла до фінальної стадії молодіжного чемпіонату Європи чи світу.

## Виступи начемпіонатах Європидо 21 року
- 1992 — не пройшла кваліфікацію
- 1994 — не пройшла кваліфікацію
- 1996 — не пройшла кваліфікацію
- 1998 — не пройшла кваліфікацію
- 2000 — не пройшла кваліфікацію
- 2002 — не пройшла кваліфікацію
- 2004 — не пройшла кваліфікацію
- 2006 — не пройшла кваліфікацію
- 2007 — не пройшла кваліфікацію
- 2009 — не пройшла кваліфікацію
- 2011 — не пройшла кваліфікацію
- 2013 — не пройшла кваліфікацію
- 2015 — не пройшла кваліфікацію
- 2017 — не пройшла кваліфікацію
- 2019 — не пройшла кваліфікацію
- 2021 — не пройшла кваліфікацію
- 2023 — не пройшла кваліфікацію
- 2025 — не пройшла кваліфікацію